# The Oxford Book of English Verse
The Oxford Book of English Verse ist eine Anthologie englischer Gedichte.
Diese Gedichtsammlung wurde erstmals von Arthur Quiller-Couch erstellt und 1901 von der Oxford University Press mit großem Erfolg veröffentlicht.
Die erste Ausgabe umfasste Gedichte aus den Jahren 1250 bis 1900, weitere Ausgaben Gedichte aus den Jahren 1250 bis 1918 sowie in einer weiteren Ausgabe, besorgt von Helen Louise Gardner, Gedichte 1250 bis 1950.

## Autoren der Ausgabe 1939
Lascelles Abercrombie – Joseph Addison – AE – Mark Akenside – William Alexander, Earl of Stirling – William Allingham – Matthew Arnold – Robert Ayton – Grizel Baillie – Joanna Baillie – Frances Bannerman – Anna Laetitia Barbauld – John Barbour – Richard Barnefield – William Barnes – James Beattie – Francis Beaumont – John Beaumont – Thomas Lovell Beddoes – Henry Charles Beeching – Aphra Behn – Hilaire Belloc – Arthur Christopher Benson – Laurence Binyon – Richard Doddridge Blackmore – William Blake – Edmund Blunden – Wilfrid Scawen Blunt – Gordon Bottomley – Francis William Bourdillon – William Lisle Bowles – Mark Alexander Boyd – Nicholas Breton – Robert Bridges – Alexander Brome – Rupert Brooke – William Broome – Emily Brontë – Thomas Edward Brown – William Browne of Tavistock – Elizabeth Barrett Browning – Robert Browning – Michael Bruce – William Cullen Bryant – John Bunyan – Robert Burns – Lord Byron – Jeremiah Joseph Callanan – Thomas Campbell – Thomas Campion – Thomas Carew – Henry Carey – Bliss Carman – William Cartwright – George Chapman – Thomas Chatterton – Geoffrey Chaucer – G. K. Chesterton – John Clare – Arthur Hugh Clough – Hartley Coleridge – Mary Elizabeth Coleridge – Samuel Taylor Coleridge – William Collins – Padraic Colum – William Congreve – Henry Constable – William Cornish – William Cory – Charles Cotton – Abraham Cowley – William Cowper – George Crabbe – Richard Crashaw – Allan Cunningham – Robert Cunninghame-Grahame of Gartmore – Henry Cust – Samuel Daniel – George Darley – William Davenant – John Davidson – John Davies – William Henry Davies – Francis oder Walter Davison – Thomas Dekker – Walter de la Mare – Aubrey de Vere – Emily Dickinson – Richard Watson Dixon – Sydney Dobell – Henry Austin Dobson – John Donne – Earl of Dorset – Lord Alfred Douglas – Ernest Dowson – Francis Hastings Doyle – Michael Drayton – William Drummond of Hawthornden – John Dryden – Agnes Mary Frances Duclaux – George du Maurier – William Dunbar – Thomas d’Urfey – Richard Edwardes – Ebenezer Elliott – Jane Elliot – Ralph Waldo Emerson – George Etherege – Richard Fanshawe – Samuel Ferguson – Edward FitzGerald – Thomas Flatman – James Elroy Flecker – Giles Fletcher – John Fletcher – Phineas Fletcher – John Ford – George Fox – Norman Gale – George Gascoigne – John Gay – Oliver St. John Gogarty – Oliver Goldsmith – Edmund Gosse – James Graham, Marquis of Montrose – Thomas Gray – Robert Greene – Julian Grenfell – Fanny Greville – Fulke Greville, Lord Brooke – Gerald Griffin – Nicholas Grimald – William Habington – Thomas Hardy – Bret Harte – Stephen Hawes – Robert Stephen Hawker – Felicia Dorothea Hemans – William Ernest Henley – Robert Henryson – George Herbert – Edward Herbert, 1. Baron Herbert of Cherbury – Robert Herrick – John Heywood – Thomas Heywood – Katharine Tynan Hinkson – Thomas Hoccleve – Ralph Hodgson – Thomas Hood – James Hogg – Gerard Manley Hopkins – Richard Henry Horne – Lord Houghton – A. E. Housman – Henry Howard, Earl of Surrey – William Dean Howells – Leigh Hunt – Douglas Hyde – Selwyn Image – Jean Ingelow – Richard Jago – James I of Scotland – Lionel Johnson – Samuel Johnson – Ebenezer Jones – William Jones – Ben Jonson – Thomas Jordan – James Joyce – John Keats – John Keble – Henry Clarence Kendall – John Kenyon – Henry King – Charles Kingsley – Rudyard Kipling – Charles Lamb – Mary Ann Lamb – Walter Savage Landor – Andrew Lang – William Langland – Emily Lawless – Richard Le Gallienne – Lady Anne Lindsay – John Gibson Lockhart – Thomas Lodge – Henry Wadsworth Longfellow – Richard Lovelace – John Lydgate – John Lyly – Thomas Babington Macaulay, Lord Macaulay – George MacDonald – Francis Mahony – James Clarence Mangan – Robert Mannyng of Brunne – Christopher Marlowe – Andrew Marvell – John Masefield – Jasper Mayne – George Meredith – Alice Meynell – John Milton – Alexander Montgomerie – Thomas Moore – T. Sturge Moore – Thomas Osbert Mordaunt – William Morris – Anthony Munday – Carolina Nairne – Thomas Nashe – Henry Newbolt – Caroline Elizabeth Sarah Norton – Alfred Noyes – John Oldham – William Oldys – John Boyle O’Reilly – Orinda (Pseudonym für Katherine Philips) – Thomas Otway – Wilfred Owen – Isabel Pagan – Herbert Edward Palmer – Gilbert Parker – Thomas Parnell – Coventry Patmore – Thomas Love Peacock – George Peele – Eden Phillpotts – William Philpot – Edgar Allan Poe – Alexander Pope – Winthrop Mackworth Praed – Matthew Prior – May Probyn – Bryan Waller Procter – Francis Quarles – Walter Raleigh – Allan Ramsay – Thomas Randolph – William Brighty Rands – John Hamilton Reynolds – Ernest Rhys – Samuel Rogers – Thomas William Rolleston – Christina Georgina Rossetti – Dante Gabriel Rossetti – Henry Rowe – Richard Rowlands – John Ruskin – Charles Sackville, 6. Earl of Dorset – Siegfried Sassoon – Alexander Scott – John Scott of Amwell – Walter Scott – William Bell Scott – Charles Sedley – William Shakespeare – John Sheffield, Duke of Buckinghamshire – Percy Bysshe Shelley – William Shenstone – James Shirley – Philip Sidney – Dora Sigerson – John Skelton – Christopher Smart – Walter Chalmers Smith – Tobias George Smollett – Charles Hamilton Sorley – Robert Southey – Edmund Spenser – Thomas Stanley – James Stephens – Robert Louis Stevenson – William Stevenson – William Strode – John Suckling – Earl of Surrey – Algernon Swinburne – Joshua Sylvester – John Warren, 3. Baron de Tabley – Henry Taylor – Frederick Tennyson – Lord Tennyson – William Makepeace Thackeray – William Thom – Edward Thomas – Francis Thompson – James Thomson – James Thomson ('B.V.') – Wilfrid Thorley – Edward Thurlow, 1. Baron Thurlow – Thomas Traherne – Herbert Trench – Charles Tennyson Turner – Henry Vaughan – William Sidney Walker – Edmund Waller – William Walsh – William Watson – Isaac Watts – Thomas Webbe – John Webster – Charles Wesley – Robert Wever – Joseph Blanco White – Charles Whitehead – Walt Whitman – John Greenleaf Whittier – John Wilmot, Earl of Rochester – Charles Williams – George Wither – Charles Wolfe – Margaret Louisa Woods – William Wordsworth – Henry Wotton – Thomas Wyatt – William Butler Yeats

## Ausgabe von 1972
William Allingham – Matthew Arnold – W. H. Auden – William Barnes – Richard Barnfield – John Beaumont – Thomas Lovell Beddoes – Aphra Behn – Hilaire Belloc – John Betjeman – Laurence Binyon – William Blake – Edmund Blunden – Mark Alexander Boyd – Nicholas Breton – Robert Bridges – Emily Brontë – Rupert Brooke – William Browne of Tavistock – Elizabeth Barrett Browning – Robert Browning – John Bunyan – Robert Burns – Samuel Butler – John Byrom – Lord Byron – Thomas Campbell – Thomas Campion – Thomas Carew – Lewis Carroll – George Chapman – Thomas Chatterton – Geoffrey Chaucer – G. K. Chesterton – Henry Chettle – John Clare – John Cleveland – Arthur Hugh Clough – Samuel Taylor Coleridge – William Collins – William Congreve – Richard Corbet – William Cornish – William Cory – Abraham Cowley – George Crabbe – Richard Crashaw – Samuel Daniel – George Darley – William Davenant – John Davidson – John Davies – William Henry Davies – Cecil Day-Lewis – Walter de la Mare – Richard Watson Dixon – John Donne – Keith Douglas – Ernest Dowson – Michael Drayton – William Drummond of Hawthornden – John Dryden – William Dunbar – Edward Dyer – T. S. Eliot – William Empson – Richard Fanshawe – Edward Fitzgerald – James Elroy Flecker – Giles Fletcher – Phineas Fletcher – John Ford – Roy Fuller – George Gascoigne – John Gay – Sidney Godolphin – Oliver Goldsmith – James Graham – Robert Graves – Thomas Gray – Robert Greene – Fulke Greville – William Habington – Thomas Hardy – William Ernest Henley – George Herbert – Edward Herbert, 1. Baron Herbert of Cherbury – Robert Herrick – Ralph Hodgson – Thomas Hood – Gerard Manley Hopkins – A. E. Housman – Henry Howard, Earl of Surrey – James Leigh Hunt – Lionel Johnson – Samuel Johnson – Ben Jonson – Thomas Jordan – James Joyce – John Keats – Rudyard Kipling – Francis Kynaston – Charles Lamb – Walter Savage Landor – William Langland – D. H. Lawrence – Edward Lear – Alun Lewis – Thomas Lodge – Richard Lovelace – John Lyly – Thomas Babington Macaulay – Louis MacNeice – Christopher Marlowe – Andrew Marvell – John Masefield – George Meredith – Alice Meynell – John Milton – Thomas Moore – Thomas Osbert Mordaunt – William Morris – Edwin Muir – Anthony Munday – Thomas Nashe – Charles of Orleans – Wilfred Owen – Coventry Patmore – Thomas Love Peacock – George Peele – Alexander Pope – Ezra Pound – Winthrop Mackworth Praed – Matthew Prior – Francis Quarles – Kathleen Raine – Walter Raleigh – Thomas Randolph – Henry Reed – Anne Ridler – Samuel Rogers – Isaac Rosenberg – Christina Rossetti – Dante Gabriel Rossetti – Charles Sackville – Thomas Sackville – Siegfried Sassoon – John Scott of Amwell – Walter Scott – Charles Sedley – William Shakespeare – Percy Bysshe Shelley – William Shenstone – James Shirley – Philip Sidney – Edith Sitwell – John Skelton – Christopher Smart – Stevie Smith – Robert Southwell – Stephen Spender – Thomas Stanley – Robert Louis Stevenson – William Strode – John Suckling – Jonathan Swift – Algernon Swinburne – Alfred Tennyson – Chidiock Tichborne – Dylan Thomas – Francis Thompson – James Thomson – James Thomson (1834) – Aurelian Townshend – Thomas Traherne – Walter James Turner – Henry Vaughan – Edmund Waller – Isaac Watts – John Webster – Charles Wesley – Robert Wever – Oscar Wilde – John Wilmot – George Wither – Charles Wolfe – William Wordsworth – Henry Wotton – Thomas Wyatt – W. B. Yeats

## Ausgaben
- Arthur Quiller-Couch (Herausgeber): The Oxford Book of English Verse 1250-1900, Oxford: Clarendon Press, 1901, 1918
- Helen Gardner (Herausgeber): The New Oxford Book of English Verse 1250-1950, Oxford University Press 1972
- Christopher Ricks (Herausgeber): The Oxford Book of English Verse, Oxford University Press 1999